# Geografía de Filipinas
Filipinas es un archipiélago que comprende 7 641 islas, que suman un total de unos 300 000 km² de tierra, lo que lo convierte en el quinto país insular más grande del mundo. Dos de estas islas ya suman 200 000 km² la mayor, Luzón, con un total de 105 000 km² aproximadamente, y Mindanao, con 94 600 km². Por otra parte, las once islas más grandes contienen el 95% de la superficie terrestre total. El resto está formado por infinidad de islas más pequeñas. El archipiélago se encuentra a unos 800 km del continente asiático y se ubica entre Borneo y Taiwán. Se puede dividir en tres grupos de islas: Luzon e islas contiguas, al norte (Palawan, Mindoro, Marinduque, Masbate, Romblón, Catanduanes, Batanes y Polillo); las islas Bisayas, en el centro (Panay, Negros, Cebú, Bohol, Leyte, Sámar, Siquijor, Biliran y Guimaras, entre otras), y Mindanao e islas adyacentes (Dinagat, Siargao, Camiguín, Sámal), junto con el archipiélago de Joló, al sur.

## Situación y límites
El archipiélago filipino es un grupo de varias islas situado en la parte más septentrional del gran archipiélago asiático, entre los 4° 40´ y 20° 3´de latitud Norte; entre los 116° 40' y 126° 34' de longitud Este del meridiano de Greenwich.
Puntos extremos bajo control del Gobierno filipino son los reflejados en el siguiente cuadro:
| Dirección | Localización                     | Coordenadas | Coordenadas   |
| Dirección | Localización                     | Latitud (N) | Longitud (E)  |
| --------- | -------------------------------- | ----------- | ------------- |
| Norte     | Isla de Amianan Itbayat, Batanes | 21º7’18.41" | 121º56’48.79" |
| Este      | Cabo Pusan, Dávao Oriental       | 7º17’19.80" | 126º36’18.26" |
| Sur       | Frances Reef, Tawi-Tawi          | 4º24’53.84" | 119º14’50.71" |
| Oeste     | Thitu, Kalayaan, Palawan         | 11°3’10.19" | 114°16’54.66" |

Mapa de Filipinas que muestra regiones y provincias

La isla de Thitu es la quinta  más grande de las islas Spratly, archipiélago disputado por Brunéi, República de China, República Popular de China, Filipinas, Malasia y Vietnam.
Rodéanlo por el norte y por el oeste el mar de la China Meridional, por el este el océano Pacífico, y por el sur el mar de Célebes.
Desde las tierras extremas del noroeste hasta  las costas de la República Popular China hay una distancia de 630 km. La isla más próxima al norte es la isla de Formosa, al este las Islas Palaos, al sudeste el archipiélago de las Molucas, al sur la isla Célebes, al sudoeste Borneo, y al oeste la Cochinchina en Vietnam.
Los mares que lo circundan son muy profundos; no lejos de sus costas orientales, el Pacífico alcanza de 4000 a 6000 metros de profundidad; el mar de Joló, entre Mindanao y Joló, profundiza más de 5000. 
Estas islas se enlazan con el archipiélago asiático por tres diferentes estrechos, llenos de islas, y de poca profundidad:
- En el norte de Borneo por las islas de Palawan y de Balábac.
- En el noroeste de Borneo por el archipiélago de Joló: Sitangkai.
- En el noroeste de Célebes por las islas de Sanguir (Sarangani) y Balut.

### Archipiélago asiático

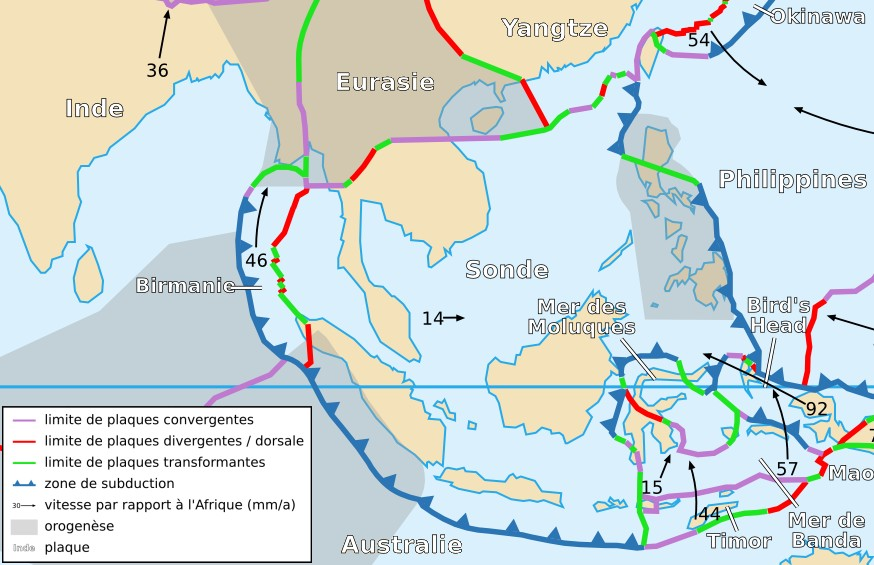
Placa de la Sonda y sus placas vecinas.

Todo el Archipiélago filipino pertenece a la misma región geográfica que Borneo, Sumatra, Java y demás islas del archipiélago asiático y por consiguiente a Asia, y no a Oceanía. Basta observar la analogía que tiene la situación de la región de Insulindia con relación al Asia, con la que respecto a la América ofrecen las Antillas; aquellas limitan los mares interiores de China y de la plataforma de la Sonda, estas los interiores también del golfo de México y mar Caribe, bañando respectivamente unos y otros las costas asiáticas y americanas.
La conocida como placa de la Sonda es considerada la parte sudeste de la placa Euroasiática e incluye el mar de la China Meridional, el mar de Andamán, las partes del sur de Vietnam y Tailandia junto con Malasia y las islas de Borneo, Sumatra, Java,  parte de Célebes en Indonesia y sísmicamente las Islas Filipinas occidentales, se trata de la placa filipina.

### Islas que forman el archipiélago
El archipiélago de las islas Filipinas tiene 7641 islas, divididas en las siguientes partes o regiones:

#### Luzóne islas contiguas

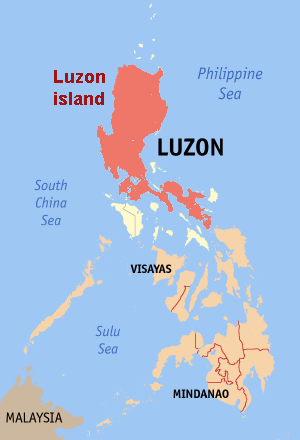
Luzón

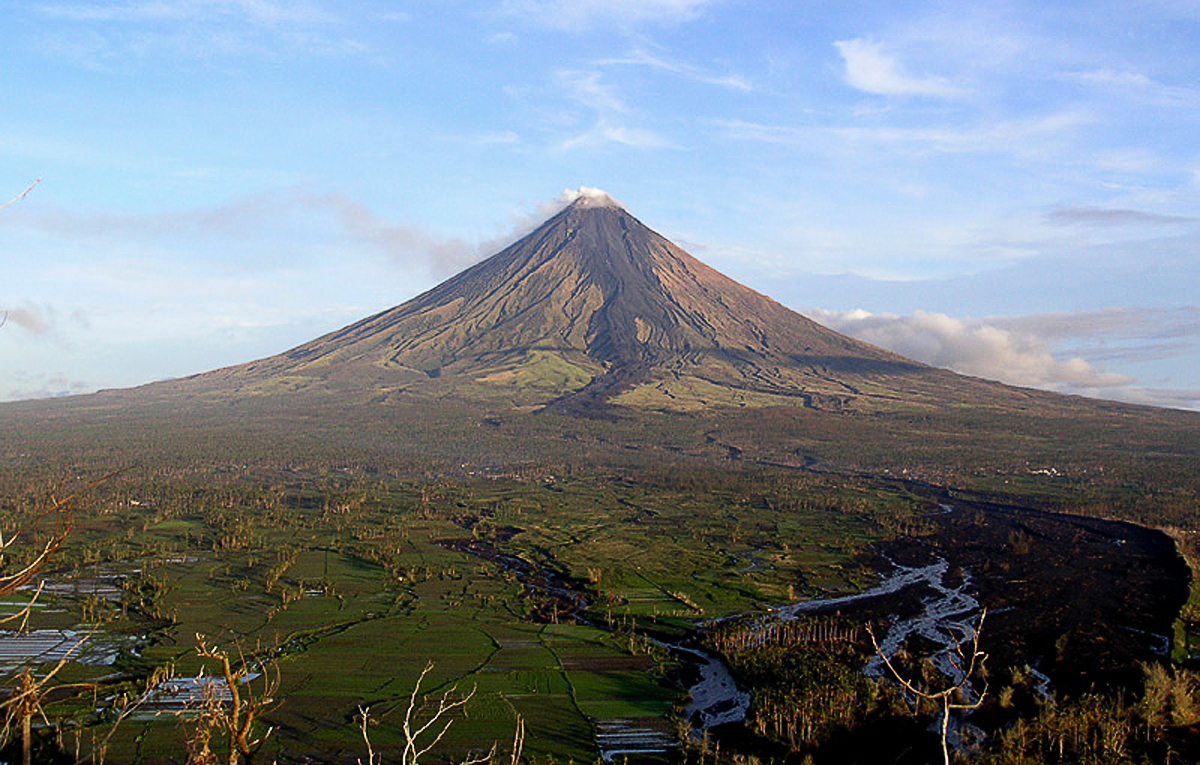
Monte Mayón, al sudeste de la isla de Luzón.

Situado al norte, comprende las islas de Luzón, Mindoro, Marinduque, Masbate y las Batanes, entre otras.
- Luzón, con 104 688 km², es la 15 isla del mundo por extensión y la quinta por población. Muy montañosa, de forma casi rectangular; al norte está atravesada por la Cordillera Central, que culmina en el monte Pulag (2922 m), separada de la Sierra Madre, al este, por el valle del Cagayán. La Sierra Madre se extiende hasta el sur de la isla, donde está separada de las montañas Zambales, al oeste, por la llanura de Luzón central, con 11 000 km² y la mayor productora de arroz del país. Los montes Zambales se extienden por el sur formando la península de Batán, que abraza la bahía de Manila. Al sur de la bahía de Manila se encuentra el mayor lago del país: la laguna de Bay, de 949 km². En el sudeste de Luzón se encuentra una prolongación, la península de Bícol, de 150 km de largo, donde se encuentra el volcán Mayón (2421 m). El clima de Luzón es tropical y húmedo, incluso en los meses secos, con una media de 27.oC y 2140 mm de precipitación.
- Mindoro, con 4365 km², es la séptima isla de Filipinas en tamaño, 15 km al sudeste de la costa de Luzón. Las provincias de Mindoro Oriental (4238 km²) y Mindoro Occidental (5866 km²), están formadas por 39 islas con nombres y 89 islas e islotes sin nombre. Mindoro Oriental es famosa por Puerto Galera, la perla de Mindoro, conocida por sus playas de coral y arrecifes. Desde aquí se accede a las cascadas Tamaraw, con una altura de 128 m y a la playa Sabang.[3] En la isla hay varios grupos étnicos como los iraya, los alangan y los tadwanan, que forman la tribu mangyan. Culmina en el monte Halcón (2586 m), tierra de los alangan.[4]
- Marinduque, con 959 km², en el centro geográfico del archipiélago, rodeada de islas, tiene forma de corazón y está entre la bahía de Tayabas, al note, y el mar de Sibuyan, al sur. Está separada de la península de Bondoc, en la isla de Luzón, por el paso de Mompong, al este y de la isla de Mindoro, al oeste, por el estrecho de Tablas. En el nordeste se hallan las pequeñas islas de Polo, Maniwaya y Mongpong,[5] y en el sudoeste, Tres Reyes y Elefante. El pico más alto de Marinduque es el monte Malinding o Marlanga (1157 m), en el sur. En el oeste hay varias cuevas: Bathala, San Isidro y Talao, entre otras. Las lluvias duran todo el año, con una media de 27.oC y 2035 mm. La capital es Boac, con 55 000 habitantes, de un total de 234 521. Se cultivan arroz y cocos. La minería de cobre era un importante recurso, hasta el desastre minero de Marcopper, en marzo de 1996.[6] La festividad más importante es el Festival de Moriones, que se celebra durante el periodo turístico más importante, la Cuaresma. El kalutang es el instrumento musical de la isla.

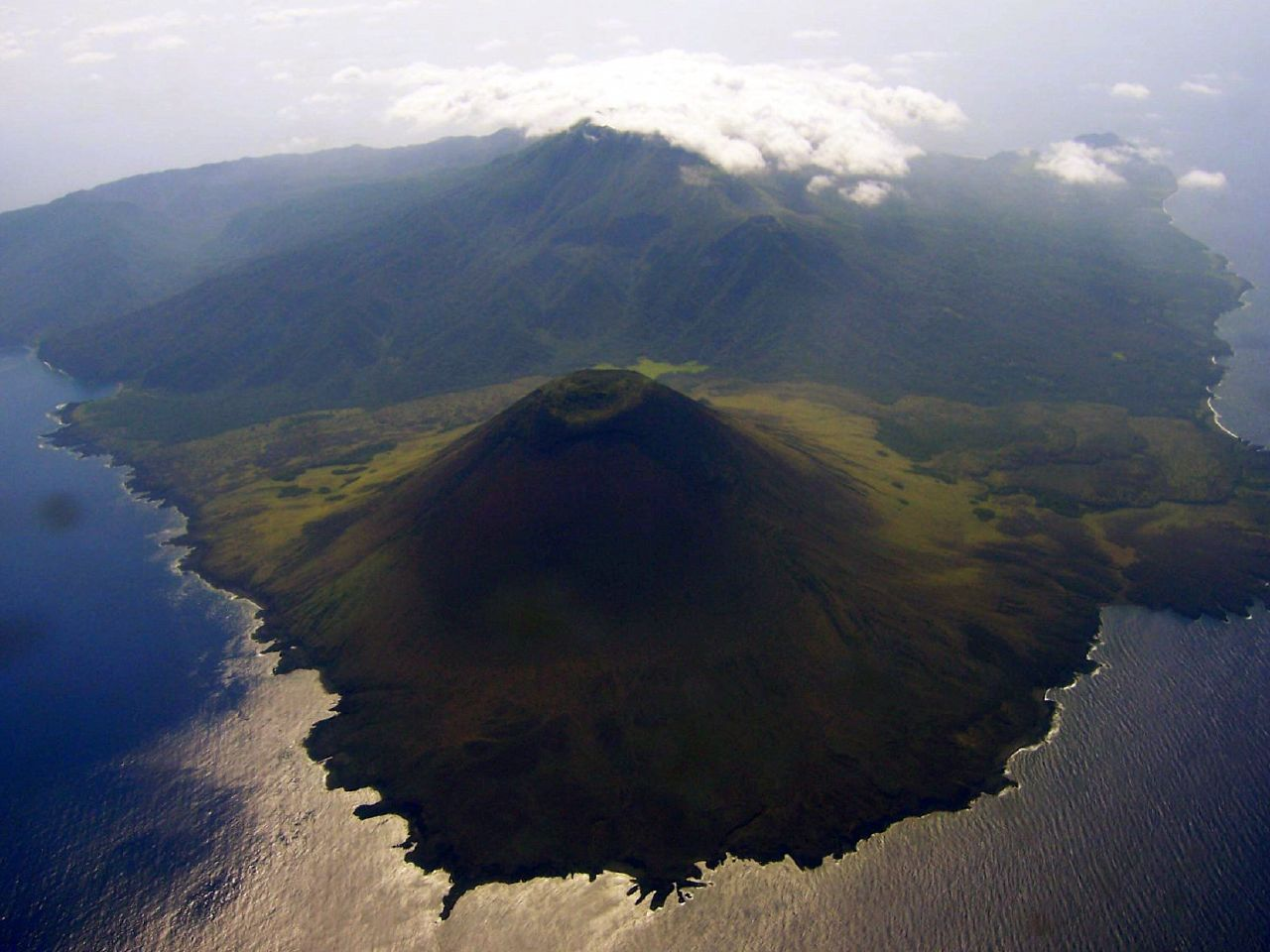
Volcán Smith, de 688 m, en la isla Babuyán, una de las islas Babuyán, un archipiélago al norte de Luzón, con cinco islas principales, Babuyán, Calayán, Camiguin, Dalupiri y Fuga.

- Masbate es una isla y una provincia de tres islas: Masbate, Ticao y Burias. En conjunto suman 4047 km² y 892 323 hab. Situada en el centro del archipiélago, está rodeada por el norte por Burias y el paso de Ticao, por el este por el estrecho de San Bernardino, al sur por el mar de Bisayas y al oeste por el mar de Sibuyan. Forma parte de la región de Bicolandia, que incluye la península de Bicol, en Luzón, al este. Las islas son onduladas, y más rugosas hacia el nordeste. Son segundas en cría de ganado, después de Bukidnon.
- Batanes, en el extremo septentrional de Filipinas, es una provincia formada por diez islas situadas en el estrecho de Luzón, entre la isla de Taiwán al norte, las islas Babuyan y la isla de Luzón al sur, y el mar de China Meridional y el océano Pacífico al oeste y al este, respectivamente. Suman 209 km² y 17 200 hab. Las únicas islas habitadas son las tres más grandes: Batán (35 km² y 11 000 hab), Itbayat y Sabtang. Forman parte del arco volcánico de Luzón. La provincia está formada en su mayor parte por colinas y montañas. Por su situación, entre las Filipinas, Japón, China, Taiwán y Hong Kong, es rica en recursos marinos, y posee algunos de los corales más raros del mundo.[7]
- Romblón es una isla y una provincia en la región tagala sudoccidental, al sur de Luzón. Está formada, entre otras más pequeñas, por la isla de Romblón, la isla Tablas (la mayor, con 686 km²) y la isla de Sibuyán, todas en el mar de Sibuyán. Sibuyán, la Galápagos de Asia, con 445 km², culmina en el monte Guiting-Guiting, de 2058 m, y está cubierta en su tercera parte por bosques primarios.[8]

#### Visayase islas adyacentes
Localizado en el centro del archipiélago, en el que destacan las islas de Palawan, Panay, Negros, Cebú, Bohol, Leyte y Samar, Paragua, Dumarán y Balábac e islas adyacentes a ellas.

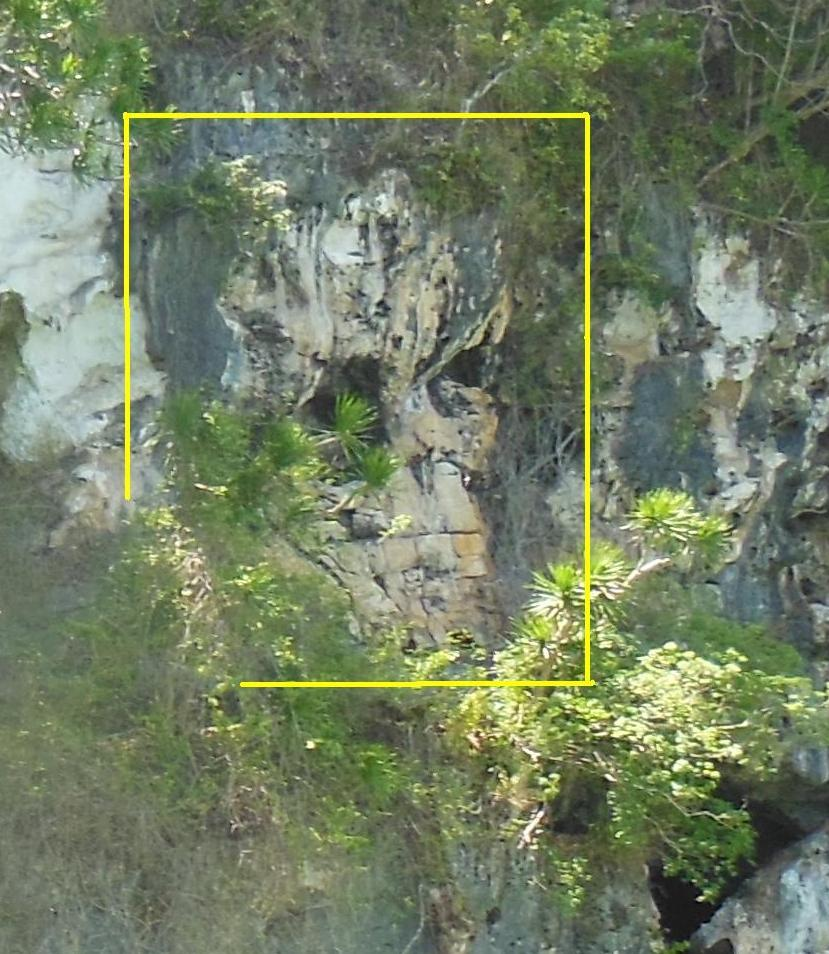
Cuevas de Tabon, en la isla de Palawan.

- Palawan, en las Bisayas Occidentales, se considera la última frontera de las Filipinas, con dos parques naturales, el parque nacional del río subterráneo de Puerto Princesa y el Parque marino del Arrecife de Tubbataha, en el mar de Sulu (332 km² de atolón coralino). El archipiélago-provincia de Palawan está formado por 1780 islas e islotes. La mayor isla es Palawan, que mide 450 km de largo y 50 km de ancho, y posee unos 2000 km de costa irregular con cuevas rocosas y playas de arena blanca. Las montañas tienen una media de 1100 m y el pico más alto es el monte Mantalingajan (2085 m), al sur. Uno de los lugares más conocidos de Palawan es la isla de El Nido, en un grupo de islas al este de la capital, Puerto Princesa, rodeada por el mar de Luzón, al norte, el mar de la China, al este y el mar de Sulu, al oeste. El lugar más visitado es el parque subterráneo de Puerto Princesa, de 5753 ha, con once ecosistemas distintos, desde la selva húmeda de montaña a los arrecifes. Posee un río subterráneo de 8 km navegable. Al sur de la isla de Palawan se encuentran las cuevas de Tabon, un complejo de 200 cuevas convertidas en museo de la prehistoria, por el Hombre de Tabón.

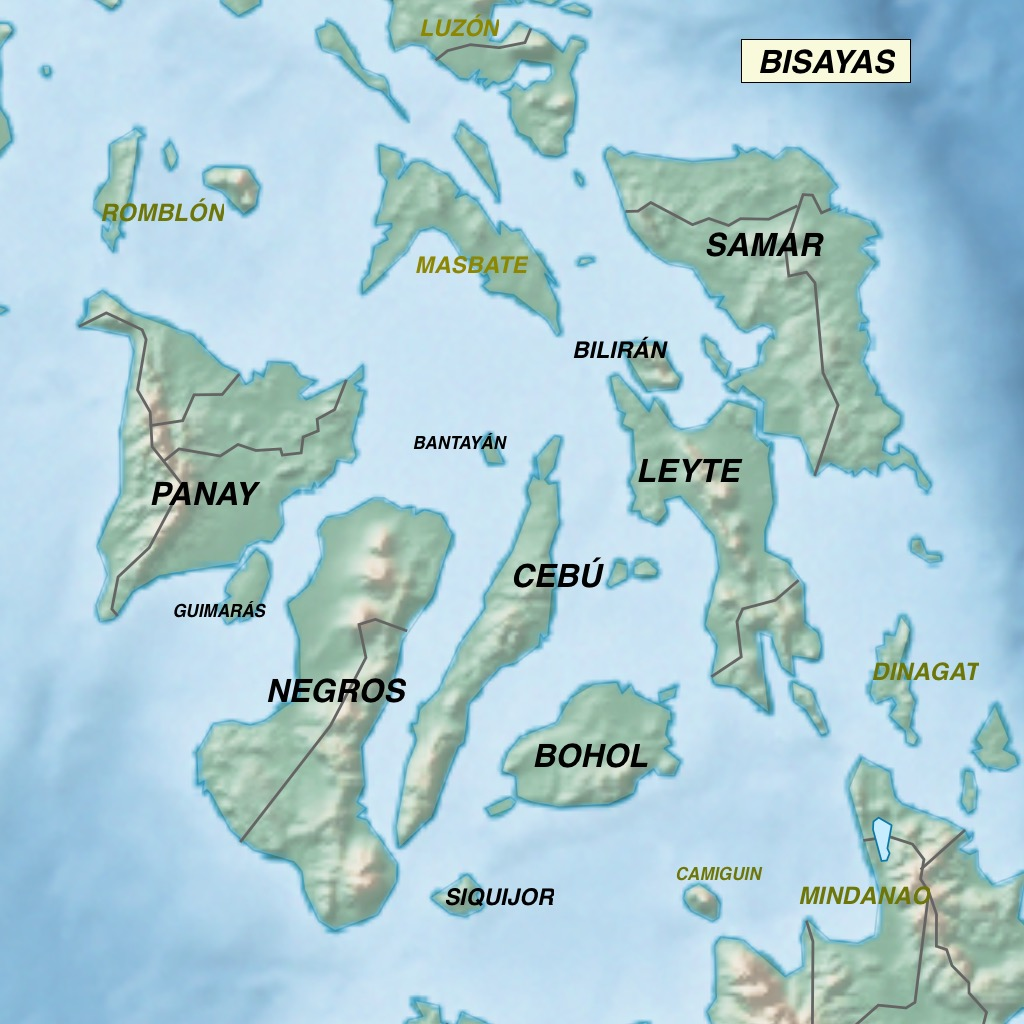
Las Bisayas, en las Filipinas.

- Panay, en las Bisayas Occidentales, tiene 11 514 km². Está rodeada por las islas de Tablas y Sibuyán por el norte, Masbate por el nordeste, y isla de Cebú, Negros y Guimarás por el sudeste.[9] La isla está dividida por la cordillera Central de Panay, que culmina en el monte Madia-as, de 2117 m., montaña sagrada donde vive el Sidapa, dios de la guerra y la muerte.[10]

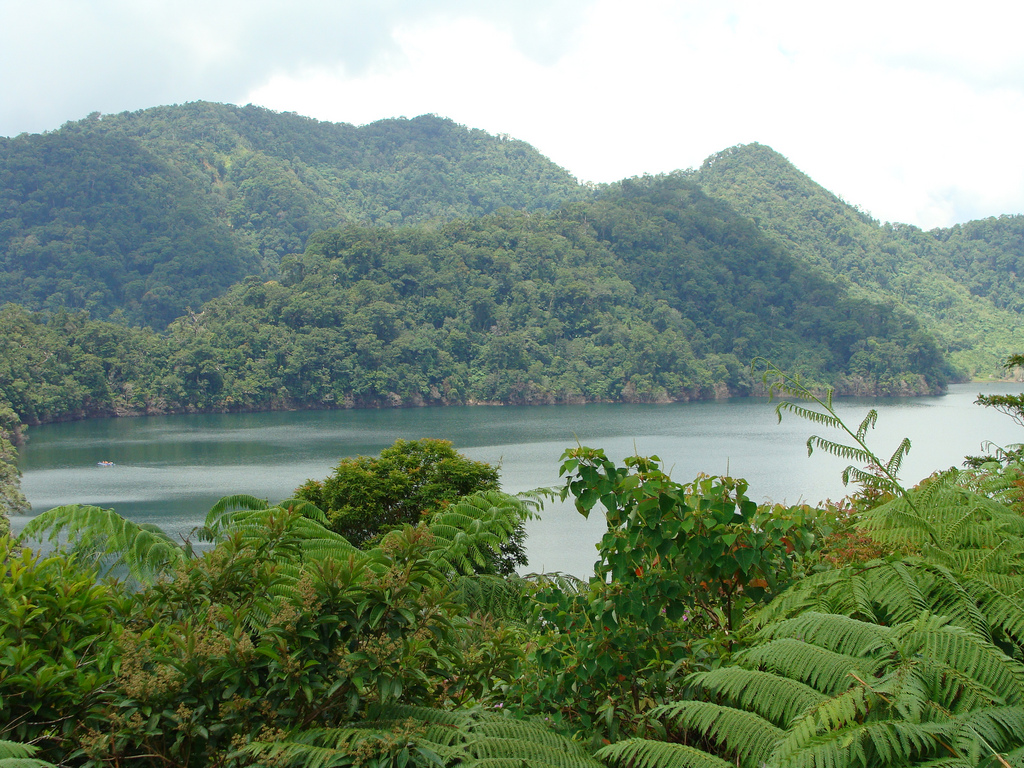
Lago Balinsasayao, en la isla de Negros. Se trata de dos lagos de cráter gemelos separados por una estrecha serranía en la ladera del monte Cuernos de Negros. Es una zona importante para la avifauna rodeada de un bosque de Dipterocarpaceae.

- Negros, es la cuarta isla de Filipinas, con 13 309 km². Está dividida en dos partes por la sierra que la atraviesa y que forma dos grupos lingüísticos distintos, el  hiligainón, en Negros Occidental, y el cebuano, en Negros Oriental. Los habitantes de la isla con conocidos en general como negrenses. En la parte centro-norte de la sierra se halla el monte Canlaón, de 2435 m, el tercer volcán más activo de Filipinas. Otros volcanes son el monte Silay (1535 m) y el monte Mandalagán (1885 m), en la parte occidental, y el monte Talinis, en la parte oriental. Destaca el parque natural de los lagos gemelos de Balinsasayao, en la serranía del monte Talinis o Cuernos de Negros).
- Cebú es conocida como la Reina del Sur. Tiene 4468 km² y más de 4 millones de habitantes. Tiene una forma alargada, de 225 km de longitud por 35 km de anchura.

#### Mindanaoe islas adyacentes
Situado al sur, comprende Mindanao y el archipiélago de Joló, compuesto principalmente por las islas de Basilán, Sulu y Tawi-Tawi.

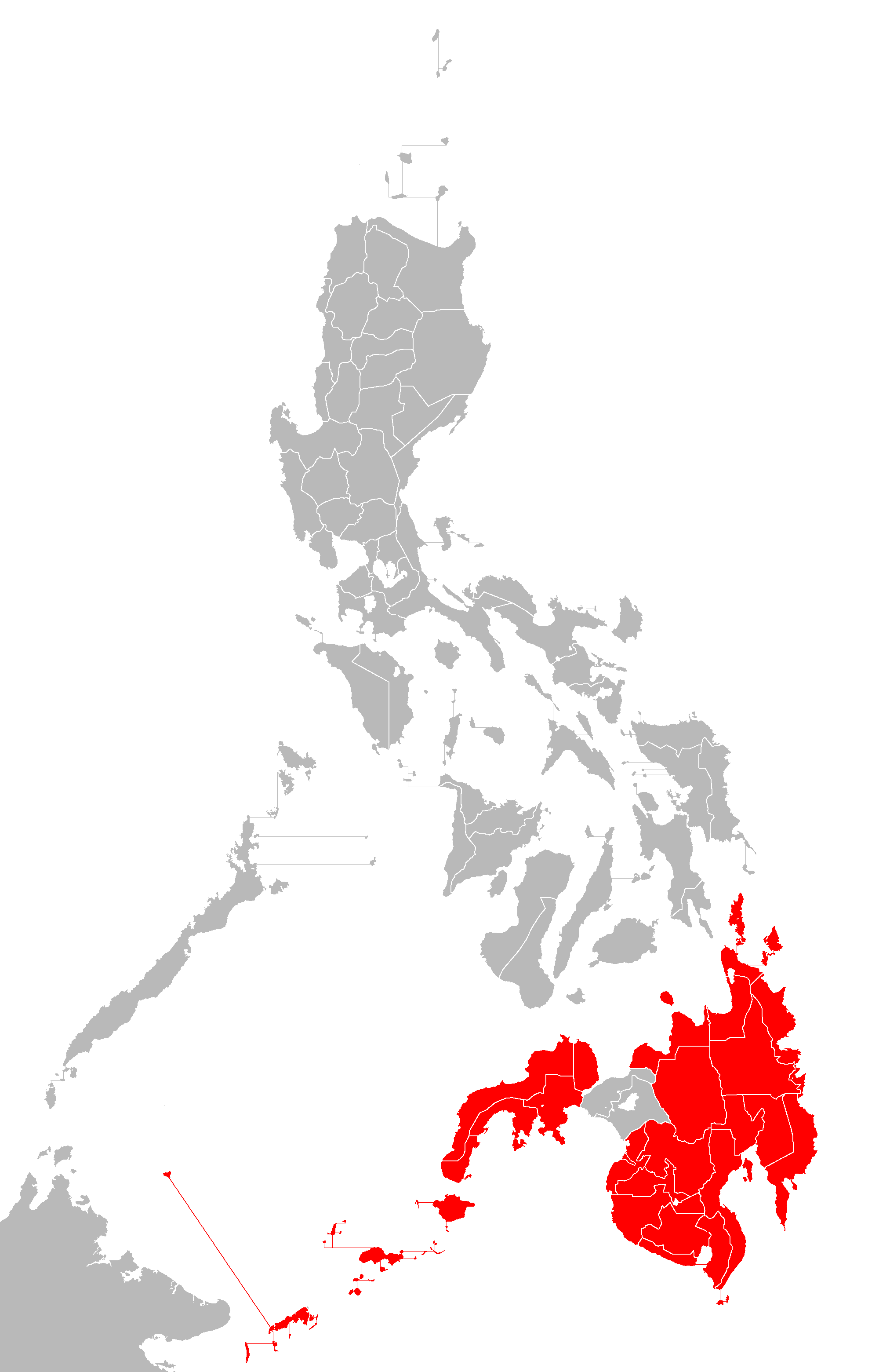
Mindanao y el archipiélago de Joló

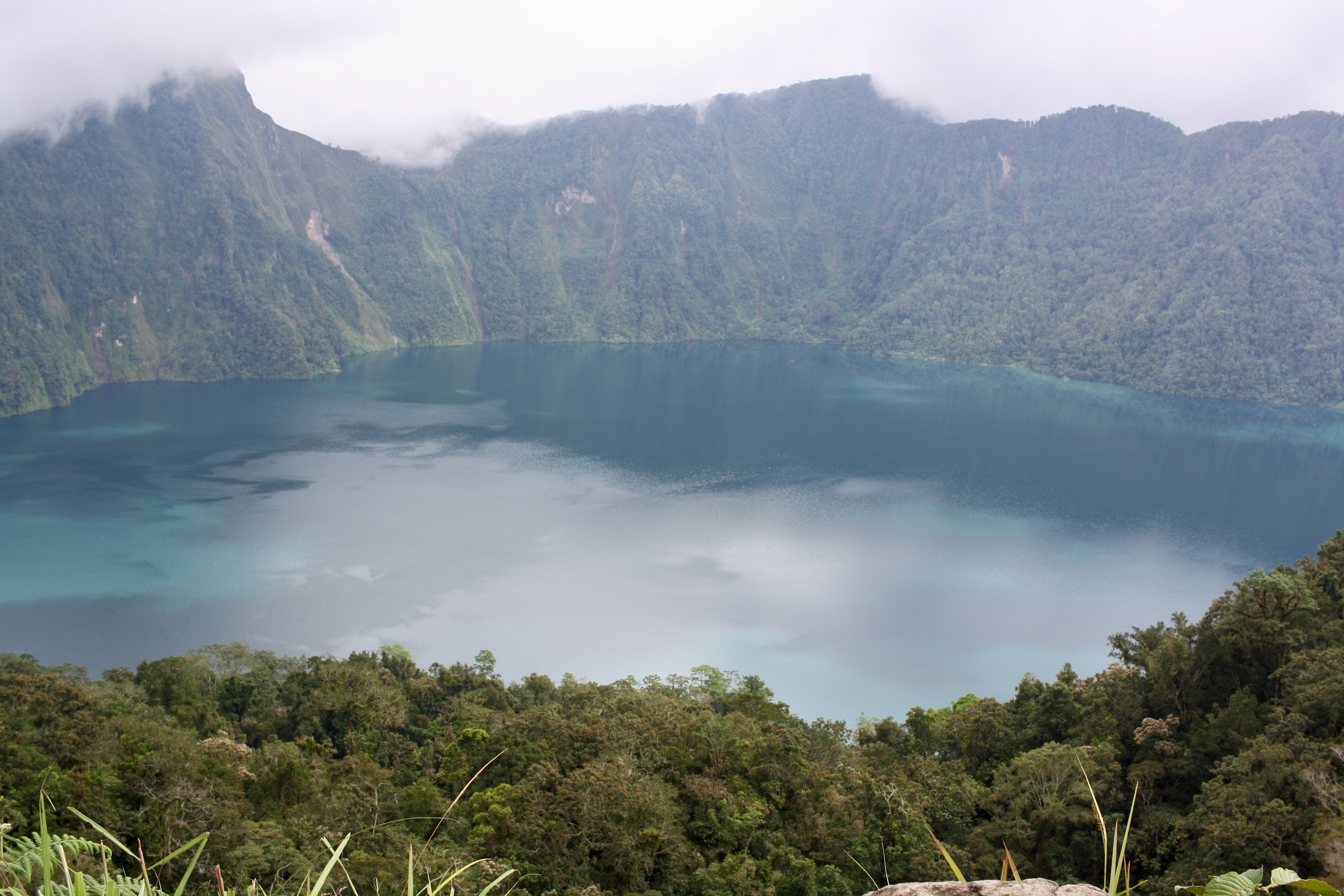
Lago Holón, en el monte Parker, al sur de la isla de Mindanao.

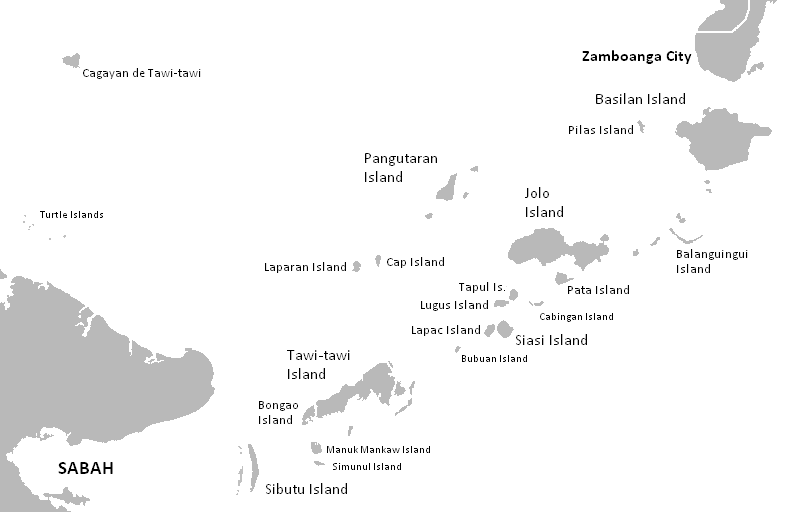
Archipiélago de Joló.

- Mindanao es una gran isla de 97 530 km² y 20,2 millones de habitantes situada en el sur de Filipinas. Está rodeada por el mar de Sulu, al oeste, el mar de Filipinas, al este, y el mar de Célebes, al sur. El grupo de islas que la rodea comprende el archipiélago de Sulu o Joló, al sudoeste, cuyas islas principales son Basilán, Joló y Tawi-Tawi, además de otras islas periféricas. Mindanao está atravesada por una decena de sierras que forman un relieve muy complejo que comprende cimas como el monte Talomo (2893 m) y el monte Apo (2964 m), dos volcanes inactivos al oeste de la isla; las rugosas montañas Diwata, al este, que superan los 2000 m; el monte Malindang, al sur, con 2404 m y su propio parque natural; el monte Kitanglad (2899 m), en la cordillera de Kitanglad; el monte Parker (1824 m), que comprende en su cráter el lago Holón; al menos seis volcanes activos de la veintena que rodean el lago Lánao (340 km²), al oeste, uno de los más antiguos del mundo, entre los que destacan el monte Matutum (2286 m) y el monte Ragang (2815 m), el más activo. La isla está formada por una gran diversidad étnica en la que se hablan docenas de lenguas, entre ellas el cebuano, el hiligainón, el surigaense, el joloano, el maranao, el maguindanaense y el criollo chabacano. El clima es tropical húmedo. La temperatura media es de 27.oC y la precipitación media anual en las ciudades en torno a 2000 mm, con un máximo en julio y un mínimo en marzo y abril.
- El archipiélago de Joló es un conjunto de islas volcánicas y corales del suroeste de Filipinas, localizado entre las islas de Mindanao y Borneo. Separa el mar de Celebes, por el sur, y el mar de Sulu, por el norte. Es la emergencia marina de una sierra que se eleva desde el fondo marino. Basilan, Joló, Tawi-Tawi[11] y otras islas del grupo son volcanes extintos que se elevan en la parte sur de la cresta. El archipiélago está habitado por los indígenas tausug, una etnia musulmana que habla el idioma joloano, aunque hay otros muchos pueblos, como los moro, los banguingui, los samal, los yakan, los bajau, los zamboangueños, también conocidos como chabacanos y los cebuanos. En el archipiélago hay una decena de grupos de islas (Basilán, Sibutu, Jolo, Tapul, Tawi-Tawi, Keenapuán, Laparán, Pangutarán y otros), que con una superficie total de 4068 km² y unos 270 km de longitud comprende unos 400 islotes con nombre y más de 500 sin nombre.

| Grupo de islas | Ciudad más poblada | Área (km²) | Población (censo 2000) |
| -------------- | ------------------ | ---------- | ---------------------- |
| Luzón          | Ciudad Quezón      | 125 863    | 32 122 900             |
| Bisayas        | Cebú               | 71 503     | 16 275 564             |
| Mindanao       | Dávao              | 101 763    | 18 262 611             |

### Islas principales
| Isla         | Superficie (km²) | Población | Grupo    | Archipiélago         |
| ------------ | ---------------- | --------- | -------- | -------------------- |
| Luzón        | 109 965          |           | Luzón    |                      |
| Mindanao     | 97 530           |           | Mindanao |                      |
| Negros       | 13 074           |           | Bisayas  |                      |
| Sámar        | 12 849           |           | Bisayas  |                      |
| Palawan      | 12 189           |           | Bisayas  |                      |
| Panay        | 11 514           |           | Bisayas  |                      |
| Mindoro      | 10 572           |           | Luzón    |                      |
| Leyte        | 7368             |           | Bisayas  |                      |
| Cebú         | 4468             |           | Bisayas  |                      |
| Bohol        | 3821             |           | Bisayas  |                      |
| Masbate      | 3238             |           | Luzón    |                      |
| Catanduanes  | 1523             |           | Luzón    |                      |
| Basilán      | 1265             |           | Mindanao |                      |
| Marinduque   | 920              |           | Luzón    |                      |
| Busuanga     | 890              |           | Luzón    | Calamianes           |
| Joló         | 869              |           | Mindanao |                      |
| Dinagat      | 769              |           | Mindanao |                      |
| Tablas       | 686              |           | Luzón    |                      |
| Polillo      | 629              |           | Luzón    |                      |
| Guimarás     | 605              |           | Bisayas  |                      |
| Bilirán      | 555              |           | Bisayas  |                      |
| Sibuyan      | 449              |           | Luzón    |                      |
| Siargao      | 437              |           | Mindanao |                      |
| Burias       | 424              |           | Luzón    |                      |
| Culión       | 389              |           | Luzón    | Calamianes           |
| Siquijor     | 338              |           | Bisayas  |                      |
| Ticao        | 334              |           | Luzón    |                      |
| Camiguín     | 238              |           | Mindanao |                      |
| Cuyo         | 130              |           | Luzón    |                      |
| Bucas Grande | 128              |           | Mindanao |                      |
| Romblón      | 112              |           | Luzón    |                      |
| Linapacan    | 103              |           | Luzón    | Calamianes           |
| Corón        | 71               |           | Luzón    | Calamianes           |
| Batán        | 35               |           | Luzón    | Batanes              |
| Boracay      | 10               |           | Bisayas  | Bisayas occidentales |

## Topografía

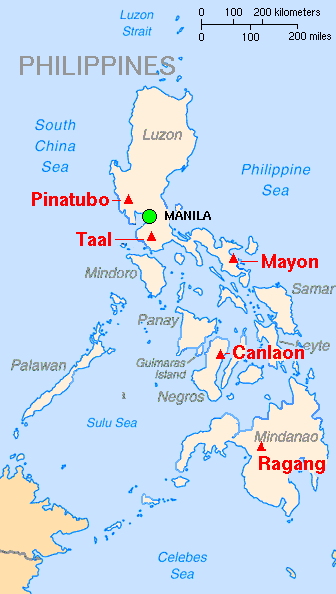
Volcanes principales de Filipinas.

Las islas son de origen volcánico, formando parte del Anillo de Fuego del Pacífico, y son en su mayoría montañosas. El punto más alto del país es el pico del monte Apo en Mindanao, con 2954 m. El segundo punto más alto encuentra en Luzon en el Monte Pulag, con 2842 m.
El archipiélago de las Filipinas es geológicamente parte del cinturón móvil de las Filipinas, situado entre la placa filipina, la cuenca sur del mar de la China de la placa euroasiática y la placa de la Sonda. La Fosa de Filipinas (o de Mindanao), es una fosa submarina de 1320 km de longitud que se encuentra directamente al este del cinturón móvil de Filipinas y es el resultado de la colisión de placas tectónicas. La placa filipina se sumerge (subducción) bajo el cinturón móvil de Filipinas unos 16 cm por año. La mayor profundidad, llamada Galatea, alcanza 10 540 m. El sistema de fallas de Filipinas consiste en una serie de fallas sísmicas que producen varios terremotos por año, aunque muchos no se perciben.
En el país hay muchos volcanes activos, la erupción más reciente es la del Pinatubo en Luzón en 1991, que bajó de 1745 m a 1486 m tras la erupción. El Monte Mayón (2463 m) es otro de los volcanes activos y tiene el cono más perfectamente formado del mundo. Mayon tiene una violenta historia de 47 erupciones desde 1616 y se teme próximamente otra erupción violenta  El volcán Taal (311 m), también ubicado en Luzón, es uno de los Volcanes de la Década, con 33 erupciones conocidas.
Las islas típicamente tienen llanuras costeras estrechas y numerosas rápidas corrientes de agua. Hay pocas llanuras amplias o ríos navegables. El río más largo es el río Cagayán o río Grande de Cagayán en el norte de Luzón, con una longitud de 354 kilómetros. En Mindanao, el río más largo es el río Grande de Mindanao o río Mindanao que drena Maguindanao y otras partes en el centro-oeste de Mindanao. El río Agusan drena el este de Mindanao.
La mayor parte de las islas solían estar cubiertas por la selva tropical. Sin embargo, la tala ilegal ha reducido la cobertura forestal a menos del 10% de la superficie total.

## Clima

Mapa Köppen del clima de Filipinas. En verde, clima húmedo subtropical; en azul oscuro, ecuatorial; en azul medio, monzónico, y en azul claro, tropical de sabana.

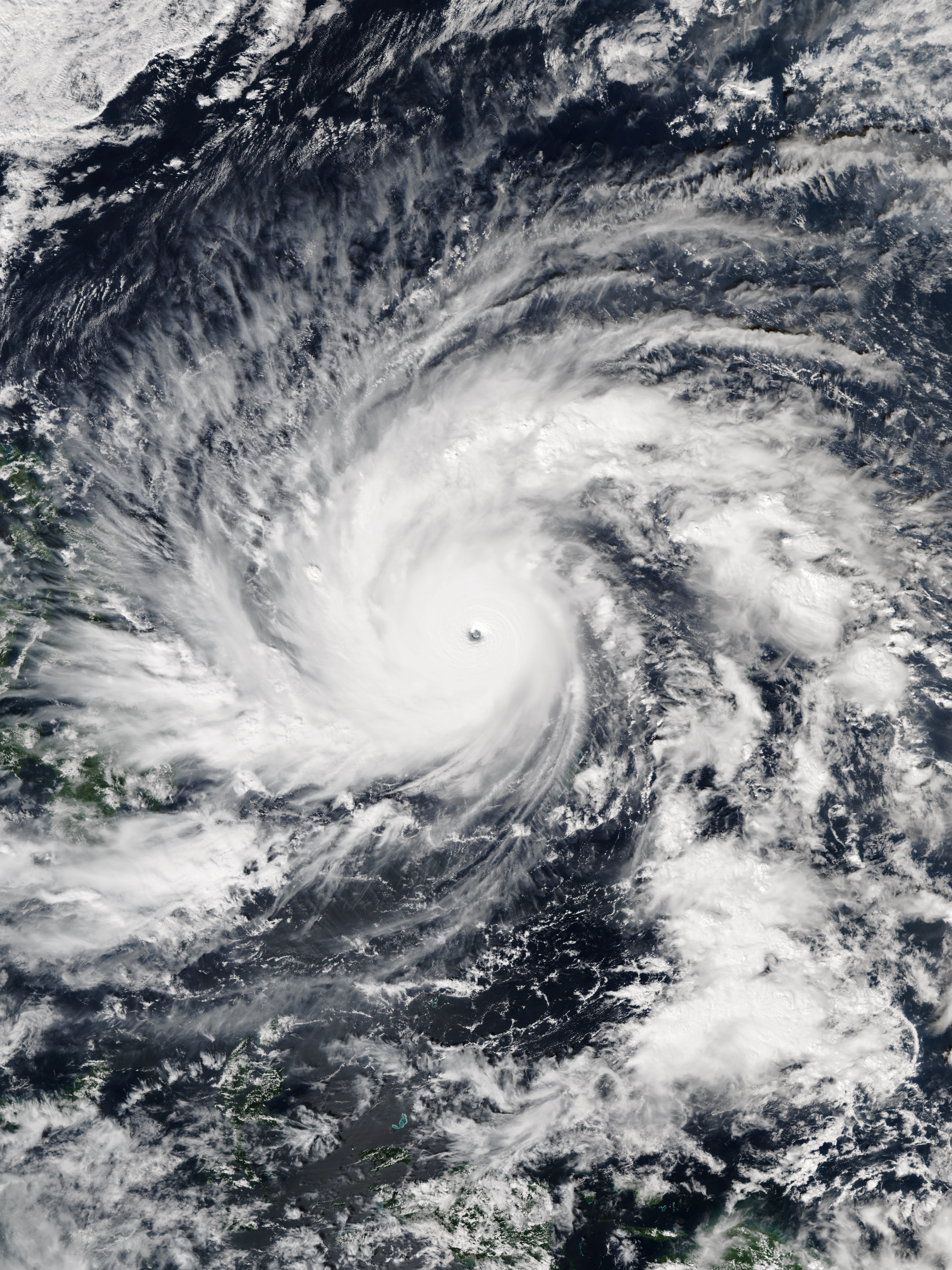
Tifón Hagupit (2014), al este de Filipinas

El general, el clima de Filipinas es tropical marítimo, con una estación fría relativa de diciembre a febrero, cuando prevalecen los vientos del nordeste, y una estación cálida, húmeda y lluviosa de mayo a noviembre, con el monzón del sudoeste. Cuando hace más calor es antes de la llegada del monzón, entre marzo y mayo, sobre todo en el interior y en el centro de la isla mayor. El mes más cálido es mayo y el más frío, enero. En la costa este, se da el clima ecuatorial, con lluvias todo el año. En el nordeste, las nieblas marítimas que descargan lluvia se dan todo el año también en las costas y laderas expuestas. Las lluvias se producen generalmente en forma de tormentas por la tarde, excepto durante los tifones.
En verano, llueve en todas partes en Filipinas; al este, en las zonas de clima ecuatorial, llueve todo el año. Al este de las islas de Luzon las Visayas, Samar y nordeste de Mindanao, caen más de 1000 mm en invierno, debido a los vientos del nordeste, pues los monzones del sudoeste no les afectan tanto. En Legazpi, en la isla de Luzón, caen 3100 mm anuales de lluvia en 208 días, con un mínimo de 150 mm en abril, y un máximo de 485 mm en noviembre y 460 mm en diciembre. Las temperaturas oscilan entre un mínimo de 22-29.oC en enero y un máximo de 25-32.oC entre mayo y septiembre. En las islas del sur, Basilán, Sulu y Tawi-Tawi no hay un pico tan acusado en invierno, las lluvias se igualan entre 150 y 200 mm cada mes y la media anual es de 2160 mm.
En el oeste y centro de las islas se ven más afectados por los monzones de verano. En Santo Domingo de Basco, en el norte, caen 2850 mm, con un máximo de 420 mm en agosto (20 días de tormentas) y un mínimo de 70 mm en abril (8 días de tormentas). En invierno, refresca algo  más (19-24.oC); el verano es igual que al este. En el interior, hace más calor en invierno. En San Fernando, entre 20 y 31.oC en enero, y en Manila, entre 24 y 30.oC en invierno, y entre 26 y 31.oC en verano. En Manila, en el interior de la isla de Luzón, caen 2025 mm con una acusada sequía en invierno, pues caen menos de 20 mm entre enero y abril, y apenas llueve en febrero; en cambio, en agosto caen 475 mm en 22 días y se superan los 200 mm entre junio y octubre. En las islas centrales, en Cebú, en el interior de las Visayas, caen solo 1340 mm, y solo se superan los 200 mm en octubre, con menos de 50 mm en marzo y abril. La zona menos lluviosa de Filipinas en la bahía de Sarangani, al sur de Mindanao, con solo 1000 mm bien repartidos.
En las montañas llueve más por la exposición al viento. En Baguio, en la isla de Luzón, a 1500 m de altitud, caen 4120 mm, con más de 900 mm en julio y agosto, y menos de 50 mm entre diciembre y marzo. Las temperaturas son más frescas; de 12 a 22.oC en invierno y de 16 a 25.oC antes de las lluvias importantes, en abril y mayo.
Los tifones generalmente atacan solo el sur de Filipinas, especialmente el centro y sur de Mindanao, el sur de Palawan y las islas pequeñas meridionales, entre mayo y diciembre, pero sobre todo entre agosto y noviembre. Destacan el tifón Bopha, en diciembre de 2012, el tifón Hagupit, en 2014, y el tifón Tembin, en 2017.

## Vegetación
En el bosque pluvial destaca la caoba filipina (Shorea), una gran variedad de epifitas y saprofitas. Hay numerosas coníferas, los bambúes en densas manchas, y muchas especies de palmeras cuya área de distribución alcanza los dos mil metros de altitud, entre un tupido conjunto de helechos, lianas y vistosas flores; en Mindanao, crece también el eucaliptos, típico ejemplo de la flora austral. En las orillas, destacan los densos festones, los cocoteros y los manglares. Los arrozales a veces cultivados en imponentes terrazas artificiales, se suceden en pequeñas parcelas y alternan con las plantaciones que tienen otra estructura más compacta.

## Áreas protegidas de Filipinas
En Filipinas hay 559 áreas protegidas, que cubren un total de 45 762 km², el 15,32% del territorio, y 21 269 km² de áreas marinas, el 1,16% del total de 1 835 028 km² que pertenecen al país. De estas, 60 son cuencas forestales, 28 son parques naturales, 33 son paisajes protegidos, 6 son santuarios y refugios de pesca y 133 son santuarios marinos. Además, hay 2 reservas de la biosfera de la UNESCO, 3 lugares patrimonio de la humanidad y 7 sitios Ramsar. BirdLife International reconoce 117 IBAs, lugares de importancia para las aves, con 593 especies, que cubren 32 300 km², y 10 EBAs, lugares de aves endémicas, con 258 especies endémicas.
El Departamento de Medio Ambiente y Recursos Naturales de Filipinas, responsable de la gestión de la explotación, desarrollo, utilización y conservación de los recursos naturales consideraba, en 2012, 240 áreas protegidas en Filipinas, de las que 35 eran clasificadas como parques nacionales, que en junio de 2018 se ampliaron a 94, en realidad todas las tierras de dominio público designadas por el sistema de áreas protegidas nacionales integrado con el fin de conservar las plantas y animales nativos, sus habitantes asociados y la diversidad cultural.